# 滇池国际会展中心站
滇池国际会展中心站是一个位于中华人民共和国云南省昆明市官渡区六甲街道环湖东路昆明滇池国际会展中心南侧地下，属于昆明地铁5号线与建设中的2号线的地铁换乘站，2022年6月29日启用。

## 车站结构
本站为地下二层平行双岛式月台。
| 地面层          |                                 | 出入口                                |  |
| 地下一层        | 站厅                            | 售票机、客服中心、警务室、安检设施    |  |
| 地下二层 站台层 |                                 | █ 2号线（在建）往北部汽车站（龚家村） |  |
| 地下二层 站台层 | 岛式站台                        |                                       |  |
| 地下二层 站台层 | █ 2号线（在建）往宝丰（终点站） |                                       |  |
| 地下二层 站台层 | █ 5号线往世博园（福保）         |                                       |  |
| 地下二层 站台层 | 岛式站台                        |                                       |  |
| 地下二层 站台层 | █ 5号线往宝丰（终点站）         |                                       |  |

## 出入口
本站设有4个出口：
|                       | 编号         | 地点             | 建议前往的目的地 | 照片 |
| 出口 · A              | 环湖东路     | 山海湾           |                  |      |
| 出口 · B · 升降机标志 | 环湖东路     | 云南自由贸易小镇 |                  |      |
| 出口 · C              | 昌宏西路     | 理想小镇         |                  |      |
| 出口 · D · 升降机标志 | 滇池会展西路 | 滇池国际会展中心 |                  |      |
| 註： 設有             |              |                  |                  |      |